# Can Mallola
Can Mallola és una casa de Celrà (Gironès) inclosa a l'Inventari del Patrimoni Arquitectònic de Catalunya.

## Descripció
És una casa urbana entre mitgeres, amb pati posterior. Parcel·la d'estructura medieval. Planta rectangular. Parets portants de pedra morterada i façana arrebossada. Obertures emmarcades amb carreus de pedra. Coberta de teula àrab a dues aigües. Embigats de fusta.
Com a elements més remarcables destaquen la porta d'accés, amb 23 dovelles, i la finestra del primer pis, renaixentista amb guardapols, que presenta en els seus arrencaments ornamentacions geomètriques caps cisellats d'inspiració gòtica.
Al segle xix fou obert un balcó al primer pis al costat de la finestra.

## Història
La casa forma part d'un carrer típicament medieval, amb edificacions del mateix estil. Primitivament la casa ocupava també l'edifici del costat.